# Il fiume (Le Orme)
Il fiume  è un disco del complesso musicale italiano Le Orme registrato nel 1996. Si tratta di un concept album che riporta il gruppo agli albori progressive degli anni settanta.  È il primo disco de Le Orme registrato dopo l'uscita dal gruppo dello storico tastierista Tony Pagliuca.

## Descrizione
Il fiume è la metafora della vita, dell'uomo, che con il suo flusso di acqua va a congiungersi a quello di altri nel momento di sfociare nel mare (pezzo conclusivo). Il concetto dell'album è fortemente basato sulle musiche e filosofie indiane, che hanno un ruolo preponderante nella struttura del brano omonimo strumentale. Come i Beatles decenni prima, le Orme scelgono di eseguire la loro musica con il contributo del sitar.
Come in Felona e Sorona, i brani si susseguono senza soluzione di continuità e formano, per usare la terminologia del gruppo, una "suite" che alterna il cantato a lunghe sezioni strumentali. Privi dell'ambizione di rientrare nei grandi circuiti commerciali, i componenti scelgono di seguire il genere musicale che da sempre preferivano, anche se dopo la metà degli anni settanta, per una ragione o per l'altra, l'avevano abbandonato.

## Tracce
Testi di Tagliapietra. Musiche di Tagliapietra, Dei Rossi, Bon e Sartori
1. Il fiume (parte prima) — 4:55
2. Madre mia — 3:36
3. Prima acqua — 3:14
4. Chiesa d'asfalto — 4:13
5. Danza dell'acqua — 3:01
6. Lungo il fiume — 4:32
7. Dove l'acqua si riposa — 1:22
8. Il vecchio — 4:16
9. La parola — 0:38
10. Grande acqua — 3:46
11. Il fiume (parte seconda) — 3:01

## Formazione
- Aldo Tagliapietra – voce, basso, chitarra, sitar
- Michi Dei Rossi – batteria, percussioni
- Francesco Sartori – tastiere
- Michele Bon – tastiere

Altri musicisti
- Paolo Steffan - chitarra acustica
- Venice Gospel Ensemble - cori